# Formel-1-Weltmeisterschaft 2025
Die Formel-1-Weltmeisterschaft 2025 ist die 76. Formel-1-Weltmeisterschaft.

## Änderungen 2025

### Technisches Reglement
Das Mindestgewicht steigt, durch die Erhöhung des Mindestgewichts für Fahrer inklusive Sitzschale, von 798 auf 800 kg. Eine Erhöhung in bestimmten Fällen auf 805 kg ist möglich, wenn die FIA-Wetterprognose Temperaturen von 30,5 °C oder mehr vorhersagt. In diesem Fall muss ein spezielles Kühlpaket für die Fahrer eingebaut werden. Die zusätzlichen fünf Kilo sollen das Gewicht des speziellen Equipments ausgleichen.

### Sportliches Reglement
Wie bereits im Vorjahr sollen über die Saison sechs Sprints stattfinden. Diese sind für die Rennwochenenden in Shanghai, Miami, Spa, Austin, São Paulo und Doha vorgesehen.
Am 17. Oktober 2024 beschloss die FIA beim Motorsport-Weltrat einige Änderungen am Reglement für die Saison 2025. So wird der Bonuspunkt für die schnellste Runde, der 2019 eingeführt wurde, wieder abgeschafft und die verpflichtenden Young-Driver-Trainings, durch die seit 2022 jeder Stammpilot, der nicht selbst ein Rookie ist, einmal in der Saison im freien Training sein Cockpit für einen Young Driver abgeben muss, auf zweimal pro Fahrer ausgeweitet. Kann ein Qualifying nicht durchgeführt werden, orientiert sich die Startaufstellung an der aktuellen Wertung der Fahrerweltmeisterschaft. Diese Regelung gilt sowohl für Sprint- als auch für Hauptrennen.
Für alle Fahrzeuge, die aus der Boxengasse starten, wird eine Einführungsrunde gelten, an welcher sie teilnehmen müssen. Bisher war es so, dass die Fahrzeuge die Garage erst verlassen durften, wenn das Feld an der Ampel aufgestellt und die Einführungsrunde bereits beendet war. Außerdem müssen schwer beschädigte Autos sofort angehalten werden und dürfen nicht mehr zurück an die Box fahren. Hierüber entscheide nach alleinigem Ermessen der Rennleiter.

### Weitere Änderungen
Zum ersten Mal in der Geschichte der Formel-1-Weltmeisterschaft wurde eine gemeinsame Fahrzeugpräsentation aller Teams durchgeführt, wobei nur die neuen Fahrzeuglackierungen auf den Vorjahreswagen gezeigt wurden. Diese fand anlässlich des 75. Jubiläums der Weltmeisterschaft am 18. Februar 2025 in London statt.
Zwischen 2021 und 2024 löste Ferrari Trento als Lieferant die traditionelle Firma Moët & Chandon für die Champagnerdusche bei der Siegerehrung ab.
Der US-amerikanische Getränke- und Lebensmittelkonzern PepsiCo kündigte Ende Mai eine offizielle Partnerschaft mit der Formel 1 an, die 2025 im Rahmen einer mehrjährigen Verpflichtung beginnt. Die Produkte Sting Energy, Gatorade und Doritos sollen dabei im Werbefokus stehen.

### Teams
Nachdem die Racing Bulls 2024 noch unter der Bezeichnung Visa Cash App RB Formula 1 Team teilnahmen, verwirft man die bisherige Konstrukteursbezeichnung RB, der neue vollständige Name des Teams lautet Visa Cash App Racing Bulls Formula 1 Team.
Williams Racing verkündete im Februar 2025 eine neue Titelpartnerschaft mit dem Softwareanbieter Atlassian. Somit tritt das Team in der F1-Saison 2025 unter dem Namen Atlassian Williams Racing auf.

### Fahrer
Anfang Februar 2024 wurde bekannt gegeben, dass Lewis Hamilton am Ende der Saison 2024 Mercedes verlassen wird. Für die Saison 2025 wird er zu Ferrari wechseln, wo er Carlos Sainz jr. ersetzen wird. Ende Juli 2024 wurde bekannt, dass Sainz jr. zu Williams wechselt, wo er wiederum Logan Sargeant, bzw. Franco Colapinto, der das Cockpit beim Großen Preis von Italien 2024 übernommen hatte, ersetzen wird. Am 31. August gab Mercedes bekannt, dass Andrea Kimi Antonelli Hamilton ersetzen und damit sein Debüt in der Formel 1 geben wird. Während der zur Saisonmitte entlassene Sargeant 2025 in der European Le Mans Series antritt, wechselt Colapinto als Test- und Ersatzfahrer zu Alpine.
Nico Hülkenberg und Kevin Magnussen werden Haas am Ende der Saison 2024 verlassen. Hülkenberg kehrt zu Sauber zurück, für die er bereits 2013 fuhr, und erhält einen mehrjährigen Vertrag. Magnussen wechselt zu BMW in die WEC- oder IMSA-Serie und wird am Steuer des BMW M Hybrid V8 sitzen.
Alpine gab am 3. Juni 2024 bekannt, dass Esteban Ocon das Team zum Ende der Saison 2024 verlassen wird. Ocon wechselt zu Haas, wo er einen mehrjährigen Vertrag erhält. Ocons Cockpit bei Alpine wurde vom australischen Alpine-Nachwuchsfahrer Jack Doohan übernommen, der zuletzt in der FIA-Formel-2-Meisterschaft 2023 fuhr und seitdem Test- und Ersatzfahrer für das Team ist.
Am 4. Juli gab Haas bekannt, dass Ferrari-Junior Oliver Bearman dem Team mit einem mehrjährigen Vertrag beitritt und Teamkollege von Ocon wird. Bearman hatte bereits 2024 beim Großen Preis von Saudi-Arabien den verletzten Sainz jr. bei Ferrari sowie beim Großen Preis von Aserbaidschan den gesperrten Magnussen bei Haas vertreten.
Sauber gab am 6. November 2024 bekannt, dass das Team sich zum Ende der Saison 2024 sowohl von Valtteri Bottas als auch von Zhou Guanyu trennen werde. Das noch freie Cockpit neben Hülkenberg wird Gabriel Bortoleto einnehmen, der die FIA-Formel-2-Meisterschaft 2024 gewann und damit sein Debüt geben wird. Bottas kehrt daraufhin als dritter Fahrer zu Mercedes zurück, für die er von 2017 bis 2021 fuhr und in dieser Zeit zehn Grands Prix gewinnen konnte, während Zhou Ersatzfahrer bei Ferrari wird.
Red-Bull-Motorsportchef Helmut Marko hatte am 22. August 2024 bestätigt, dass Liam Lawson 2025 in einem der vier Autos sitzen werde, für die er verantwortlich ist. Welches Cockpit er bei Red Bull Racing oder Racing Bulls einnehmen würde, wurde zunächst nicht weiter spezifiziert. Red Bull Racing gab am 18. Dezember 2024 schließlich bekannt, dass Sergio Pérez 2025 nicht mehr für das Team fahren werde, obwohl dessen Vertrag noch bis 2026 gültig gewesen wäre. Am darauffolgenden Tag wurde Lawson als Nachfolger und neuer Teamkollege für Verstappen bestätigt. Das durch Lawsons Beförderung bei den Racing Bulls freigewordene Cockpit übernimmt Red-Bull-Junior Isack Hadjar, der dadurch in der neuen Saison sein Debüt geben wird.
Am 27. März 2025 wurde bekannt gegeben, dass Lawson und Yuki Tsunoda ab dem Großen Preis von Japan ihre Cockpits tauschen.
Am 7. Mai 2025 gab Alpine bekannt, dass Colapinto ab dem Großen Preis der Emilia-Romagna das Cockpit von Doohan zunächst für die nächsten fünf Rennen übernimmt. Hierbei handele es sich laut Aussage des Teams nicht um eine Entlassung Doohans, sondern man rotiere die Fahrerpaarung, Doohan steht dem Team weiterhin als Test- und Ersatzfahrer zur Verfügung.

## Teams und Fahrer
In der Übersicht werden alle Fahrer aufgeführt, die für die Saison 2025 mit einem Rennstall einen Vertrag als Stamm-, Test- oder Ersatzfahrer abgeschlossen haben. Die Teams sind nach der Reihenfolge der Konstrukteurs-WM 2024 angeordnet, allerdings wird Red Bull Racing als Team des Fahrer-Weltmeisters von 2024 als Erstes eingeordnet.
| Bild                                        | Team                                            | Chassis                           | Motor      | Reifen | Nr.    | Stammfahrer           | Rennen     | Test-/ Ersatzfahrer                                            |
| ------------------------------------------- | ----------------------------------------------- | --------------------------------- | ---------- | ------ | ------ | --------------------- | ---------- | -------------------------------------------------------------- |
| Oracle Red Bull Racing                      | Oracle Red Bull Racing                          | Red Bull Racing RB21              | Honda RBPT | P      | a 01 a | Max Verstappen        | 1–14       |                                                                |
| Oracle Red Bull Racing                      | Oracle Red Bull Racing                          | Red Bull Racing RB21              | Honda RBPT | P      | 22     | Yūki Tsunoda          | 3–14       |                                                                |
| Oracle Red Bull Racing                      | Oracle Red Bull Racing                          | Red Bull Racing RB21              | Honda RBPT | P      | 30     | Liam Lawson           | 1–2        |                                                                |
| McLaren Formula 1 Team                      | McLaren Formula 1 Team                          | McLaren MCL39                     | Mercedes   | P      | 81     | Oscar Piastri         | 1–14       | Patricio O’Ward Alex Dunne                                     |
| McLaren Formula 1 Team                      | McLaren Formula 1 Team                          | McLaren MCL39                     | Mercedes   | P      | 04     | Lando Norris          | 1–14       | Patricio O’Ward Alex Dunne                                     |
| Scuderia Ferrari                            | Scuderia Ferrari HP                             | Ferrari SF-25                     | Ferrari    | P      | 16     | Charles Leclerc       | 1–14       | Zhou Guanyu Antonio Giovinazzi Dino Beganovic                  |
| Scuderia Ferrari                            | Scuderia Ferrari HP                             | Ferrari SF-25                     | Ferrari    | P      | 44     | Lewis Hamilton        | 1–14       | Zhou Guanyu Antonio Giovinazzi Dino Beganovic                  |
| Mercedes AMG F1 Team                        | Mercedes-AMG Petronas Formula One Team          | Mercedes-AMG F1 W16 E Performance | Mercedes   | P      | 63     | George Russell        | 1–14       | Valtteri Bottas Frederik Vesti                                 |
| Mercedes AMG F1 Team                        | Mercedes-AMG Petronas Formula One Team          | Mercedes-AMG F1 W16 E Performance | Mercedes   | P      | 12     | Andrea Kimi Antonelli | 1–14       | Valtteri Bottas Frederik Vesti                                 |
| Aston Martin Aramco Formula One Team        | Aston Martin Aramco Formula One Team            | Aston Martin AMR25                | Mercedes   | P      | 18     | Lance Stroll          | 1–8, 10–14 | Felipe Drugovich Stoffel Vandoorne                             |
| Aston Martin Aramco Formula One Team        | Aston Martin Aramco Formula One Team            | Aston Martin AMR25                | Mercedes   | P      | 14     | Fernando Alonso       | 1–14       | Felipe Drugovich Stoffel Vandoorne                             |
| BWT Alpine F1 Team                          | BWT Alpine F1 Team                              | Alpine A525                       | Renault    | P      | 10     | Pierre Gasly          | 1–14       | Paul Aron Ryō Hirakawa Franco Colapinto Kush Maini Jack Doohan |
| BWT Alpine F1 Team                          | BWT Alpine F1 Team                              | Alpine A525                       | Renault    | P      | 07     | Jack Doohan           | 1–6        | Paul Aron Ryō Hirakawa Franco Colapinto Kush Maini Jack Doohan |
| BWT Alpine F1 Team                          | BWT Alpine F1 Team                              | Alpine A525                       | Renault    | P      | 43     | Franco Colapinto      | 7–14       | Paul Aron Ryō Hirakawa Franco Colapinto Kush Maini Jack Doohan |
| MoneyGram Haas F1 Team                      | MoneyGram Haas F1 Team                          | Haas VF-25                        | Ferrari    | P      | 31     | Esteban Ocon          | 1–14       | Ryō Hirakawa                                                   |
| MoneyGram Haas F1 Team                      | MoneyGram Haas F1 Team                          | Haas VF-25                        | Ferrari    | P      | 87     | Oliver Bearman        | 1–14       | Ryō Hirakawa                                                   |
| Visa Cash App Racing Bulls Formula One Team | Visa Cash App Racing Bulls Formula One Team     | Racing Bulls VCARB 02             | Honda RBPT | P      | 06     | Isack Hadjar          | 1–14       | Ayumu Iwasa                                                    |
| Visa Cash App Racing Bulls Formula One Team | Visa Cash App Racing Bulls Formula One Team     | Racing Bulls VCARB 02             | Honda RBPT | P      | 30     | Liam Lawson           | 3–14       | Ayumu Iwasa                                                    |
| Visa Cash App Racing Bulls Formula One Team | Visa Cash App Racing Bulls Formula One Team     | Racing Bulls VCARB 02             | Honda RBPT | P      | 22     | Yūki Tsunoda          | 1–2        | Ayumu Iwasa                                                    |
| Williams F1                                 | Atlassian Williams Racing                       | Williams FW47                     | Mercedes   | P      | 23     | Alexander Albon       | 1–14       | Oliver Turvey Victor Martins Luke Browning                     |
| Williams F1                                 | Atlassian Williams Racing                       | Williams FW47                     | Mercedes   | P      | 55     | Carlos Sainz jr.      | 1–14       | Oliver Turvey Victor Martins Luke Browning                     |
| Stake F1 Team Kick Sauber                   | Stake F1 Team Kick Sauber Kick Sauber F1 Team b | Kick Sauber C45                   | Ferrari    | P      | 27     | Nico Hülkenberg       | 1–14       | Paul Aron                                                      |
| Stake F1 Team Kick Sauber                   | Stake F1 Team Kick Sauber Kick Sauber F1 Team b | Kick Sauber C45                   | Ferrari    | P      | 05     | Gabriel Bortoleto     | 1–14       | Paul Aron                                                      |

Anmerkung:

## Saisonvorbereitungen

### Testfahrten
Die Wintertestfahrten vor der Formel-1-Weltmeisterschaft 2025 fanden vom 26. bis zum 28. Februar auf dem Bahrain International Circuit statt.
Am ersten Testtag erzielte Lando Norris mit 1:30,430 Minuten die Bestzeit vor George Russell und Verstappen. Die größte Distanz aller Fahrer legte Ocon mit 88 Runden zurück, dessen Team Haas zudem das Team mit den meisten Runden (160) war. Die wenigsten Runden aller Fahrer absolvierte Lance Stroll mit 42, dessen Team Aston Martin mit 88 Runden zudem die geringste Distanz aller Teams zurücklegte.
Am zweiten Tag fuhr Sainz jr. in 1:29,348 Minuten die Bestzeit vor Hamilton und Charles Leclerc. Keine Runde an diesem Tag fuhren Verstappen und Alexander Albon. Die meisten Runden fuhr Sainz jr. mit 127 Runden, die wenigstens fuhr Pierre Gasly (40).
Am dritten und letzten Tag fuhr Russell in 1:29,545 Minuten die Bestzeit vor Verstappen und Albon. An diesem Tag fuhren Lawson und Sainz jr. keine Runde. Die meisten Runden fuhr Albon (137), die geringste Distanz legte Stroll mit 34 Runden zurück.

### Testergebnisse
| Pos. | Fahrer                | Konstrukteur                 | Beste Runde | Tag 1    | Tag 2      | Tag 3      | Runden |
| ---- | --------------------- | ---------------------------- | ----------- | -------- | ---------- | ---------- | ------ |
| 01   | Carlos Sainz jr.      | Williams-Mercedes            | 1:29,348    | 1:30,955 | 1:29,348   | keine Zeit | 195    |
| 02   | Lewis Hamilton        | Ferrari                      | 1:29,379    | 1:31,834 | 1:29,379   | 1:30,345   | 162    |
| 03   | Charles Leclerc       | Ferrari                      | 1:29,431    | 1:30,878 | 1:29,431   | 1:30,811   | 220    |
| 04   | George Russell        | Mercedes                     | 1:29,545    | 1:30,587 | 1:29,778   | 1:29,545   | 232    |
| 05   | Max Verstappen        | Red Bull Racing-Honda RBPT   | 1:29,566    | 1:30,674 | keine Zeit | 1:29,566   | 155    |
| 06   | Alexander Albon       | Williams-Mercedes            | 1:29,650    | 1:31,573 | keine Zeit | 1:29,650   | 200    |
| 07   | Andrea Kimi Antonelli | Mercedes                     | 1:29,784    | 1:31,428 | 1:29,784   | 1:30,888   | 226    |
| 08   | Oscar Piastri         | McLaren-Mercedes             | 1:29,940    | 1:32,084 | 1:30,821   | 1:29,940   | 195    |
| 09   | Pierre Gasly          | Alpine-Renault               | 1:30,040    | 1:31,353 | 1:30,430   | 1:30,040   | 196    |
| 10   | Lance Stroll          | Aston Martin Aramco-Mercedes | 1:30,229    | 1:31,949 | 1:30,229   | 1:31,699   | 133    |
| 11   | Liam Lawson           | Red Bull Racing-Honda RBPT   | 1:30,252    | 1:31,560 | 1:30,252   | keine Zeit | 149    |
| 12   | Jack Doohan           | Alpine-Renault               | 1:30,368    | 1:31,841 | 1:30,368   | 1:31,239   | 209    |
| 13   | Lando Norris          | McLaren-Mercedes             | 1:30,430    | 1:30,430 | 1:30,882   | 1:30,943   | 186    |
| 14   | Yuki Tsunoda          | Racing Bulls-Honda RBPT      | 1:30,497    | 1:31,610 | 1:30,793   | 1:30,497   | 211    |
| 15   | Isack Hadjar          | Racing Bulls-Honda RBPT      | 1:30,675    | 1:31,631 | 1:30,675   | 1:31,761   | 243    |
| 16   | Fernando Alonso       | Aston Martin Aramco-Mercedes | 1:30,700    | 1:31,874 | 1:30,700   | 1:32,084   | 173    |
| 17   | Esteban Ocon          | Haas-Ferrari                 | 1:30,728    | 1:33,600 | 1:33,071   | 1:30,728   | 260    |
| 18   | Gabriel Bortoleto     | Kick Sauber-Ferrari          | 1:31,057    | 1:31,690 | 1:31,057   | 1:32,147   | 174    |
| 19   | Nico Hülkenberg       | Kick Sauber-Ferrari          | 1:31,457    | 1:32,169 | 1:31,457   | 1:31,726   | 180    |
| 20   | Oliver Bearman        | Haas-Ferrari                 | 1:32,361    | 1:35,522 | 1:34,372   | 1:32,361   | 197    |

## Rennkalender
Der Rennkalender wurde am 12. April 2024 veröffentlicht und umfasst 24 Rennen.
Der Große Preis von Australien stellt erstmals seit 2019 wieder den Saisonauftakt dar. 2020 war Australien als Saisonauftakt geplant, das Rennen musste jedoch aufgrund der COVID-19-Pandemie abgesagt werden. Von 2021 bis 2024 fand der Saisonauftakt in Bahrain statt.
Wie bereits 2023 und 2024 findet der Große Preis von Las Vegas an einem Samstag statt.
| Nr. | Datum         | Grand Prix (Strecke)         | Distanz (km) | Sieger                                      | Zweiter                                     | Dritter                                     | Pole- Position                              | Schnellste Rennrunde                        | Gesamtführender Fahrer           | Gesamtführender Konstrukteur |
| --- | ------------- | ---------------------------- | ------------ | ------------------------------------------- | ------------------------------------------- | ------------------------------------------- | ------------------------------------------- | ------------------------------------------- | -------------------------------- | ---------------------------- |
| 01  | 16. März      | Australien (Melbourne)       | 300,846      | Lando Norris (McLaren-Mercedes)             | Max Verstappen (Red Bull Racing-Honda RBPT) | George Russell (Mercedes)                   | Lando Norris (McLaren-Mercedes)             | Lando Norris (McLaren-Mercedes)             | Lando Norris (McLaren-Mercedes)  | McLaren-Mercedes             |
| 02  | 22. März      | China (Shanghai)             | 103,379      | Lewis Hamilton (Ferrari)                    | Oscar Piastri (McLaren-Mercedes)            | Max Verstappen (Red Bull Racing-Honda RBPT) | Lewis Hamilton (Ferrari)                    | Lewis Hamilton (Ferrari)                    | Lando Norris (McLaren-Mercedes)  | McLaren-Mercedes             |
| 02  | 23. März      | China (Shanghai)             | 305,256      | Oscar Piastri (McLaren-Mercedes)            | Lando Norris (McLaren-Mercedes)             | George Russell (Mercedes)                   | Oscar Piastri (McLaren-Mercedes)            | Lando Norris (McLaren-Mercedes)             | Lando Norris (McLaren-Mercedes)  | McLaren-Mercedes             |
| 03  | 6. April      | Japan (Suzuka)               | 307,771      | Max Verstappen (Red Bull Racing-Honda RBPT) | Lando Norris (McLaren-Mercedes)             | Oscar Piastri (McLaren-Mercedes)            | Max Verstappen (Red Bull Racing-Honda RBPT) | Andrea Kimi Antonelli (Mercedes)            | Lando Norris (McLaren-Mercedes)  | McLaren-Mercedes             |
| 04  | 13. April     | Bahrain (as-Sachir)          | 308,238      | Oscar Piastri (McLaren-Mercedes)            | George Russell (Mercedes)                   | Lando Norris (McLaren-Mercedes)             | Oscar Piastri (McLaren-Mercedes)            | Oscar Piastri (McLaren-Mercedes)            | Lando Norris (McLaren-Mercedes)  | McLaren-Mercedes             |
| 05  | 20. April     | Saudi-Arabien (Dschidda)     | 308,700      | Oscar Piastri (McLaren-Mercedes)            | Max Verstappen (Red Bull Racing-Honda RBPT) | Charles Leclerc (Ferrari)                   | Max Verstappen (Red Bull Racing-Honda RBPT) | Lando Norris (McLaren-Mercedes)             | Oscar Piastri (McLaren-Mercedes) | McLaren-Mercedes             |
| 06  | 3. Mai        | Miami (Miami Gardens)        | 97,663       | Lando Norris (McLaren-Mercedes)             | Oscar Piastri (McLaren-Mercedes)            | Lewis Hamilton (Ferrari)                    | Andrea Kimi Antonelli (Mercedes)            | Lewis Hamilton (Ferrari)                    | Oscar Piastri (McLaren-Mercedes) | McLaren-Mercedes             |
| 06  | 4. Mai        | Miami (Miami Gardens)        | 308,484      | Oscar Piastri (McLaren-Mercedes)            | Lando Norris (McLaren-Mercedes)             | George Russell (Mercedes)                   | Max Verstappen (Red Bull Racing-Honda RBPT) | Lando Norris (McLaren-Mercedes)             | Oscar Piastri (McLaren-Mercedes) | McLaren-Mercedes             |
| 07  | 18. Mai       | Emilia-Romagna (Imola)       | 309,267      | Max Verstappen (Red Bull Racing-Honda RBPT) | Lando Norris (McLaren-Mercedes)             | Oscar Piastri (McLaren-Mercedes)            | Oscar Piastri (McLaren-Mercedes)            | Max Verstappen (Red Bull Racing-Honda RBPT) | Oscar Piastri (McLaren-Mercedes) | McLaren-Mercedes             |
| 08  | 25. Mai       | Monaco (Monte Carlo)         | 260,286      | Lando Norris (McLaren-Mercedes)             | Charles Leclerc (Ferrari)                   | Oscar Piastri (McLaren-Mercedes)            | Lando Norris (McLaren-Mercedes)             | Lando Norris (McLaren-Mercedes)             | Oscar Piastri (McLaren-Mercedes) | McLaren-Mercedes             |
| 09  | 1. Juni       | Spanien (Montmeló)           | 307,362      | Oscar Piastri (McLaren-Mercedes)            | Lando Norris (McLaren-Mercedes)             | Charles Leclerc (Ferrari)                   | Oscar Piastri (McLaren-Mercedes)            | Oscar Piastri (McLaren-Mercedes)            | Oscar Piastri (McLaren-Mercedes) | McLaren-Mercedes             |
| 10  | 15. Juni      | Kanada (Montréal)            | 305,270      | George Russell (Mercedes)                   | Max Verstappen (Red Bull Racing-Honda RBPT) | Andrea Kimi Antonelli (Mercedes)            | George Russell (Mercedes)                   | George Russell (Mercedes)                   | Oscar Piastri (McLaren-Mercedes) | McLaren-Mercedes             |
| 11  | 29. Juni      | Österreich (Spielberg)       | 302,820      | Lando Norris (McLaren-Mercedes)             | Oscar Piastri (McLaren-Mercedes)            | Charles Leclerc (Ferrari)                   | Lando Norris (McLaren-Mercedes)             | Oscar Piastri (McLaren-Mercedes)            | Oscar Piastri (McLaren-Mercedes) | McLaren-Mercedes             |
| 12  | 6. Juli       | Großbritannien (Silverstone) | 306,332      | Lando Norris (McLaren-Mercedes)             | Oscar Piastri (McLaren-Mercedes)            | Nico Hülkenberg (Kick Sauber-Ferrari)       | Max Verstappen (Red Bull Racing-Honda RBPT) | Oscar Piastri (McLaren-Mercedes)            | Oscar Piastri (McLaren-Mercedes) | McLaren-Mercedes             |
| 13  | 26. Juli      | Belgien (Spa-Francorchamps)  | 105,060      | Max Verstappen (Red Bull Racing-Honda RBPT) | Oscar Piastri (McLaren-Mercedes)            | Lando Norris (McLaren-Mercedes)             | Oscar Piastri (McLaren-Mercedes)            | Lando Norris (McLaren-Mercedes)             | Oscar Piastri (McLaren-Mercedes) | McLaren-Mercedes             |
| 13  | 27. Juli      | Belgien (Spa-Francorchamps)  | 308,176      | Oscar Piastri (McLaren-Mercedes)            | Lando Norris (McLaren-Mercedes)             | Charles Leclerc (Ferrari)                   | Lando Norris (McLaren-Mercedes)             | Andrea Kimi Antonelli (Mercedes)            | Oscar Piastri (McLaren-Mercedes) | McLaren-Mercedes             |
| 14  | 3. August     | Ungarn (Mogyoród)            | 306,670      | Lando Norris (McLaren-Mercedes)             | Oscar Piastri (McLaren-Mercedes)            | George Russell (Mercedes)                   | Charles Leclerc (Ferrari)                   | George Russell (Mercedes)                   | Oscar Piastri (McLaren-Mercedes) | McLaren-Mercedes             |
| 15  | 31. August    | Niederlande (Zandvoort)      | TBA          |                                             |                                             |                                             |                                             |                                             |                                  | McLaren-Mercedes             |
| 16  | 7. September  | Italien (Monza)              | TBA          |                                             |                                             |                                             |                                             |                                             |                                  | McLaren-Mercedes             |
| 17  | 21. September | Aserbaidschan (Baku)         | TBA          |                                             |                                             |                                             |                                             |                                             |                                  | McLaren-Mercedes             |
| 18  | 5. Oktober    | Singapur (Singapur)          | TBA          |                                             |                                             |                                             |                                             |                                             |                                  | McLaren-Mercedes             |
| 19  | 18. Oktober   | USA (Austin)                 | TBA          |                                             |                                             |                                             |                                             |                                             |                                  | McLaren-Mercedes             |
| 19  | 19. Oktober   | USA (Austin)                 | TBA          |                                             |                                             |                                             |                                             |                                             |                                  | McLaren-Mercedes             |
| 20  | 26. Oktober   | Mexiko (Mexiko-Stadt)        | TBA          |                                             |                                             |                                             |                                             |                                             |                                  | McLaren-Mercedes             |
| 21  | 8. November   | São Paulo (Interlagos)       | TBA          |                                             |                                             |                                             |                                             |                                             |                                  | McLaren-Mercedes             |
| 21  | 9. November   | São Paulo (Interlagos)       | TBA          |                                             |                                             |                                             |                                             |                                             |                                  |                              |
| 22  | 22. November  | Las Vegas (Las Vegas)        | TBA          |                                             |                                             |                                             |                                             |                                             |                                  |                              |
| 23  | 29. November  | Katar (Doha)                 | TBA          |                                             |                                             |                                             |                                             |                                             |                                  |                              |
| 23  | 30. November  | Katar (Doha)                 | TBA          |                                             |                                             |                                             |                                             |                                             |                                  |                              |
| 24  | 7. Dezember   | Abu Dhabi (Yas-Insel)        | TBA          |                                             |                                             |                                             |                                             |                                             |                                  |                              |

Anmerkung:

Die Ergebnisse vom jeweiligen Sprintrennen sind grau hinterlegt.
1. ↑  Lewis Hamilton fuhr eine schnellere Rennrunde als Lando Norris, wurde jedoch disqualifiziert, sodass Norris’ Runde als schnellste Rennrunde gewertet wurde.

## Rennberichte

### Großer Preis von Australien
| Platz | Fahrer         | Team                       | Zeit        |
| ----- | -------------- | -------------------------- | ----------- |
| 1     | Lando Norris   | McLaren-Mercedes           | 1:42:06,304 |
| 2     | Max Verstappen | Red Bull Racing-Honda RBPT | + 0,895     |
| 3     | George Russell | Mercedes                   | + 8,481     |
| PP    | Lando Norris   | McLaren-Mercedes           | 1:15,096    |
| SR    | Lando Norris   | McLaren-Mercedes           | 1:22,167    |

Der Große Preis von Australien auf dem Albert Park Circuit fand am 16. März 2025 statt und ging über eine Distanz von 57 Runden à 5,278 km, was einer Gesamtdistanz von 300,846 km entspricht.
Lando Norris gewann das Rennen vor Max Verstappen und George Russell.

### Großer Preis von China
| Platz | Fahrer         | Team             | Zeit        |
| ----- | -------------- | ---------------- | ----------- |
| 1     | Oscar Piastri  | McLaren-Mercedes | 1:30:55,026 |
| 2     | Lando Norris   | McLaren-Mercedes | + 9,748     |
| 3     | George Russell | Mercedes         | + 11,097    |
| PP    | Oscar Piastri  | McLaren-Mercedes | 1:30,641    |
| SR    | Lando Norris   | McLaren-Mercedes | 1:35,454    |

Der Große Preis von China auf dem Shanghai International Circuit in Shanghai fand am 23. März 2025 statt und ging über eine Distanz von 56 Runden à 5,451 km, was einer Gesamtdistanz von 305,066 km entspricht.
Oscar Piastri gewann das Rennen vor Lando Norris und George Russell.

### Großer Preis von Japan
| Platz | Fahrer                | Team                       | Zeit        |
| ----- | --------------------- | -------------------------- | ----------- |
| 1     | Max Verstappen        | Red Bull Racing-Honda RBPT | 1:22:06,983 |
| 2     | Lando Norris          | McLaren-Mercedes           | + 1,423     |
| 3     | Oscar Piastri         | McLaren-Mercedes           | + 2,129     |
| PP    | Max Verstappen        | Red Bull Racing-Honda RBPT | 1:26,983    |
| SR    | Andrea Kimi Antonelli | Mercedes                   | 1:30,965    |

Der Große Preis von Japan auf dem Suzuka International Racing Course in Suzuka fand am 6. April 2025 statt und ging über eine Distanz von 53 Runden à 5,807 km, was einer Gesamtdistanz von 307,771 km entspricht.
Max Verstappen gewann das Rennen vor Lando Norris und Oscar Piastri.

### Großer Preis von Bahrain
| Platz | Fahrer         | Team             | Zeit        |
| ----- | -------------- | ---------------- | ----------- |
| 1     | Oscar Piastri  | McLaren-Mercedes | 1:35:39,435 |
| 2     | George Russell | Mercedes         | + 15,499    |
| 3     | Lando Norris   | McLaren-Mercedes | + 16,273    |
| PP    | Oscar Piastri  | McLaren-Mercedes | 1:29,841    |
| SR    | Oscar Piastri  | McLaren-Mercedes | 1:35,140    |

Der Große Preis von Bahrain auf dem Bahrain International Circuit in as-Sachir fand am 13. April 2025 statt und ging über eine Distanz von 57 Runden à 5,412 km, was einer Gesamtdistanz von 308,484 km entspricht.
Oscar Piastri gewann das Rennen vor George Russell und Lando Norris.

### Großer Preis von Saudi-Arabien
| Platz | Fahrer          | Team                       | Zeit        |
| ----- | --------------- | -------------------------- | ----------- |
| 1     | Oscar Piastri   | McLaren-Mercedes           | 1:21:06,758 |
| 2     | Max Verstappen  | Red Bull Racing-Honda RBPT | + 2,843     |
| 3     | Charles Leclerc | Ferrari                    | + 8,104     |
| PP    | Max Verstappen  | Red Bull Racing-Honda RBPT | 1:27,294    |
| SR    | Lando Norris    | McLaren-Mercedes           | 1:31,778    |

Der Große Preis von Saudi-Arabien auf dem Jeddah Corniche Circuit in Dschidda fand am 20. April 2025 statt und ging über eine Distanz von 50 Runden à 6,174 km, was einer Gesamtdistanz von 308,7 km entspricht.
Oscar Piastri gewann das Rennen vor Max Verstappen und Charles Leclerc.

### Großer Preis von Miami
| Platz | Fahrer         | Team                       | Zeit        |
| ----- | -------------- | -------------------------- | ----------- |
| 1     | Oscar Piastri  | McLaren-Mercedes           | 1:28:51,587 |
| 2     | Lando Norris   | McLaren-Mercedes           | + 4,630     |
| 3     | George Russell | Mercedes                   | + 37,644    |
| PP    | Max Verstappen | Red Bull Racing-Honda RBPT | 1:26,204    |
| SR    | Lando Norris   | McLaren-Mercedes           | 1:29,746    |

Der Große Preis von Miami auf dem Miami International Autodrome in Miami fand am 4. Mai 2025 statt und ging über eine Distanz von 57 Runden à 5,412 km, was einer Gesamtdistanz von 308,484 km entspricht.
Oscar Piastri gewann das Rennen vor Lando Norris und George Russel.

### Großer Preis der Emilia-Romagna
| Platz | Fahrer         | Team                       | Zeit        |
| ----- | -------------- | -------------------------- | ----------- |
| 1     | Max Verstappen | Red Bull Racing-Honda RBPT | 1:31:33,199 |
| 2     | Lando Norris   | McLaren-Mercedes           | + 6,109     |
| 3     | Oscar Piastri  | McLaren-Mercedes           | + 12,956    |
| PP    | Oscar Piastri  | McLaren-Mercedes           | 1:14,670    |
| SR    | Max Verstappen | Red Bull Racing-Honda RBPT | 1:17,988    |

Der Große Preis der Emilia-Romagna auf dem Autodromo Enzo e Dino Ferrari in Imola fand am 18. Mai 2025 statt und ging über eine Distanz von 63 Runden à 4.909 km, was einer Gesamtdistanz von 309,051 km entspricht.
Max Verstappen gewann das Rennen vor Lando Norris und Oscar Piastri.

### Großer Preis von Monaco
| Platz | Fahrer          | Team             | Zeit        |
| ----- | --------------- | ---------------- | ----------- |
| 1     | Lando Norris    | McLaren-Mercedes | 1:40:33,843 |
| 2     | Charles Leclerc | Ferrari          | + 3,131     |
| 3     | Oscar Piastri   | McLaren-Mercedes | + 3,658     |
| PP    | Lando Norris    | McLaren-Mercedes | 1:09,954    |
| SR    | Lando Norris    | McLaren-Mercedes | 1:13,221    |

Der Große Preis von Monaco auf dem Circuit de Monaco in Monte Carlo fand am 25. Mai 2025 statt und ging über eine Distanz von 78 Runden à 3,337 km, was einer Gesamtdistanz von 260,286 km entspricht.
Lando Norris gewann das Rennen vor Charles Leclerc und Oscar Piastri.

### Großer Preis von Spanien
| Platz | Fahrer          | Team             | Zeit        |
| ----- | --------------- | ---------------- | ----------- |
| 1     | Oscar Piastri   | McLaren-Mercedes | 1:32:57,375 |
| 2     | Lando Norris    | McLaren-Mercedes | + 2,471     |
| 3     | Charles Leclerc | Ferrari          | + 10,455    |
| PP    | Oscar Piastri   | McLaren-Mercedes | 1:11,546    |
| SR    | Oscar Piastri   | McLaren-Mercedes | 1:15,743    |

Der Große Preis von Spanien auf dem Circuit de Barcelona-Catalunya in Montmeló fand am 1. Juni 2025 statt und ging über eine Distanz von 66 Runden à 4,657 km, was einer Gesamtdistanz von 307,362 km entspricht.
Oscar Piastri gewann das Rennen vor Lando Norris und Charles Leclerc.

### Großer Preis von Kanada
| Platz | Fahrer                | Team                       | Zeit        |
| ----- | --------------------- | -------------------------- | ----------- |
| 1     | George Russell        | Mercedes                   | 1:31:52,688 |
| 2     | Max Verstappen        | Red Bull Racing-Honda RBPT | + 0,228     |
| 3     | Andrea Kimi Antonelli | Mercedes                   | + 1,014     |
| PP    | George Russell        | Mercedes                   | 1:10,899    |
| SR    | George Russell        | Mercedes                   | 1:14,119    |

Der Große Preis von Kanada auf dem Circuit Gilles-Villeneuve in Montreal fand am 15. Juni 2025 statt und ging über eine Distanz von 70 Runden à 4,361 km, was einer Gesamtdistanz von 305,27 km entspricht.
George Russell gewann das Rennen vor Max Verstappen und Andrea Kimi Antonelli.

### Großer Preis von Österreich
| Platz | Fahrer          | Team             | Zeit        |
| ----- | --------------- | ---------------- | ----------- |
| 1     | Lando Norris    | McLaren-Mercedes | 1:23:47,693 |
| 2     | Oscar Piastri   | McLaren-Mercedes | + 2,695     |
| 3     | Charles Leclerc | Ferrari          | + 19,820    |
| PP    | Lando Norris    | McLaren-Mercedes | 1:03,971    |
| SR    | Oscar Piastri   | McLaren-Mercedes | 1:07,924    |

Der Große Preis von Österreich auf dem Red Bull Ring in Spielberg fand am 29. Juni 2025 statt und ging über eine Distanz von 71 Runden à 4,326 km, was einer Gesamtdistanz von 307,018 km entspricht.
Lando Norris gewann das Rennen vor Oscar Piastri und Charles Leclerc.

### Großer Preis von Großbritannien
| Platz | Fahrer          | Team                       | Zeit        |
| ----- | --------------- | -------------------------- | ----------- |
| 1     | Lando Norris    | McLaren-Mercedes           | 1:37:15,735 |
| 2     | Oscar Piastri   | McLaren-Mercedes           | + 6,812     |
| 3     | Nico Hülkenberg | Kick Sauber-Ferrari        | + 34,742    |
| PP    | Max Verstappen  | Red Bull Racing-Honda-RBPT | 1:24,892    |
| SR    | Oscar Piastri   | McLaren-Mercedes           | 1:29,337    |

Der Große Preis von Großbritannien auf dem Silverstone Circuit in Silverstone fand am 6. Juli 2025 statt und ging über eine Distanz von 52 Runden à 5,891 km, was einer Gesamtdistanz von 306,198 km entspricht.
Lando Norris gewann das Rennen vor Oscar Piastri und Nico Hülkenberg, der bei seinem 239. Grand-Prix-Start seinen ersten Podestplatz feierte. Nie zuvor musste ein Fahrer länger auf seinen ersten Podestplatz warten. Zudem ist es der erste Podiumsplatz eines deutschen Fahrers seit dem Großen Preis von Aserbaidschan 2021.

## Qualifying-/Rennduelle
Diese Tabellen zeigen, welche Fahrer im jeweiligen Team die besseren Platzierungen im Qualifying bzw. im Rennen erreicht haben.
| Fahrer                       | :                          | Fahrer                     |
| Red Bull Racing-Honda RBPT   | Red Bull Racing-Honda RBPT | Red Bull Racing-Honda RBPT |
| ---------------------------- | -------------------------- | -------------------------- |
| Max Verstappen               | 2:0                        | Liam Lawson                |
| Max Verstappen               | 11:0                       | Yūki Tsunoda               |
| McLaren-Mercedes             |                            |                            |
| Oscar Piastri                | 7:6                        | Lando Norris               |
| Ferrari                      |                            |                            |
| Charles Leclerc              | 9:4                        | Lewis Hamilton             |
| Mercedes                     |                            |                            |
| George Russell               | 12:1                       | Andrea Kimi Antonelli      |
| Aston Martin Aramco-Mercedes |                            |                            |
| Lance Stroll                 | 0:13                       | Fernando Alonso            |
| Alpine-Renault               |                            |                            |
| Pierre Gasly                 | 5:1                        | Jack Doohan                |
| Pierre Gasly                 | 6:1                        | Franco Colapinto           |
| Haas-Ferrari                 |                            |                            |
| Esteban Ocon                 | 7:6                        | Oliver Bearman             |
| Racing Bulls-Honda RBPT      |                            |                            |
| Isack Hadjar                 | 1:1                        | Yūki Tsunoda               |
| Isack Hadjar                 | 9:2                        | Liam Lawson                |
| Williams-Mercedes            |                            |                            |
| Alexander Albon              | 8:5                        | Carlos Sainz jr.           |
| Kick Sauber-Ferrari          |                            |                            |
| Nico Hülkenberg              | 6:7                        | Gabriel Bortoleto          |

| Fahrer                       | :                          | Fahrer                     |
| Red Bull Racing-Honda RBPT   | Red Bull Racing-Honda RBPT | Red Bull Racing-Honda RBPT |
| ---------------------------- | -------------------------- | -------------------------- |
| Max Verstappen               | 2:0                        | Liam Lawson                |
| Max Verstappen               | 10:1                       | Yūki Tsunoda               |
| McLaren-Mercedes             |                            |                            |
| Oscar Piastri                | 7:6                        | Lando Norris               |
| Ferrari                      |                            |                            |
| Charles Leclerc              | 11:2                       | Lewis Hamilton             |
| Mercedes                     |                            |                            |
| George Russell               | 13:0                       | Andrea Kimi Antonelli      |
| Aston Martin Aramco-Mercedes |                            |                            |
| Lance Stroll                 | 5:8                        | Fernando Alonso            |
| Alpine-Renault               |                            |                            |
| Pierre Gasly                 | 5:1                        | Jack Doohan                |
| Pierre Gasly                 | 5:2                        | Franco Colapinto           |
| Haas-Ferrari                 |                            |                            |
| Esteban Ocon                 | 8:5                        | Oliver Bearman             |
| Racing Bulls-Honda RBPT      |                            |                            |
| Isack Hadjar                 | 1:1                        | Yūki Tsunoda               |
| Isack Hadjar                 | 9:2                        | Liam Lawson                |
| Williams-Mercedes            |                            |                            |
| Alexander Albon              | 9:3                        | Carlos Sainz jr.           |
| Kick Sauber-Ferrari          |                            |                            |
| Nico Hülkenberg              | 8:5                        | Gabriel Bortoleto          |

| Fahrer                       | :                          | Fahrer                     |
| Red Bull Racing-Honda RBPT   | Red Bull Racing-Honda RBPT | Red Bull Racing-Honda RBPT |
| ---------------------------- | -------------------------- | -------------------------- |
| Max Verstappen               | 1:0                        | Liam Lawson                |
| Max Verstappen               | 2:0                        | Yūki Tsunoda               |
| McLaren-Mercedes             |                            |                            |
| Oscar Piastri                | 3:0                        | Lando Norris               |
| Ferrari                      |                            |                            |
| Charles Leclerc              | 2:1                        | Lewis Hamilton             |
| Mercedes                     |                            |                            |
| George Russell               | 2:1                        | Andrea Kimi Antonelli      |
| Aston Martin Aramco-Mercedes |                            |                            |
| Lance Stroll                 | 1:2                        | Fernando Alonso            |
| Alpine-Renault               |                            |                            |
| Pierre Gasly                 | 1:1                        | Jack Doohan                |
| Pierre Gasly                 | 1:0                        | Franco Colapinto           |
| Haas-Ferrari                 |                            |                            |
| Esteban Ocon                 | 2:1                        | Oliver Bearman             |
| Racing Bulls-Honda RBPT      |                            |                            |
| Isack Hadjar                 | 0:1                        | Yūki Tsunoda               |
| Isack Hadjar                 | 2:0                        | Liam Lawson                |
| Williams-Mercedes            |                            |                            |
| Alexander Albon              | 2:1                        | Carlos Sainz jr.           |
| Kick Sauber-Ferrari          |                            |                            |
| Nico Hülkenberg              | 1:2                        | Gabriel Bortoleto          |

| Fahrer                       | :                          | Fahrer                     |
| Red Bull Racing-Honda RBPT   | Red Bull Racing-Honda RBPT | Red Bull Racing-Honda RBPT |
| ---------------------------- | -------------------------- | -------------------------- |
| Max Verstappen               | 1:0                        | Liam Lawson                |
| Max Verstappen               | 2:0                        | Yūki Tsunoda               |
| McLaren-Mercedes             |                            |                            |
| Oscar Piastri                | 2:1                        | Lando Norris               |
| Ferrari                      |                            |                            |
| Charles Leclerc              | 1:2                        | Lewis Hamilton             |
| Mercedes                     |                            |                            |
| George Russell               | 2:1                        | Andrea Kimi Antonelli      |
| Aston Martin Aramco-Mercedes |                            |                            |
| Lance Stroll                 | 2:1                        | Fernando Alonso            |
| Alpine-Renault               |                            |                            |
| Pierre Gasly                 | 2:0                        | Jack Doohan                |
| Pierre Gasly                 | 0:1                        | Franco Colapinto           |
| Haas-Ferrari                 |                            |                            |
| Esteban Ocon                 | 2:1                        | Oliver Bearman             |
| Racing Bulls-Honda RBPT      |                            |                            |
| Isack Hadjar                 | 0:1                        | Yūki Tsunoda               |
| Isack Hadjar                 | 2:0                        | Liam Lawson                |
| Williams-Mercedes            |                            |                            |
| Alexander Albon              | 2:1                        | Carlos Sainz jr.           |
| Kick Sauber-Ferrari          |                            |                            |
| Nico Hülkenberg              | 1:2                        | Gabriel Bortoleto          |

## Weltmeisterschaftswertungen
Weltmeister wird derjenige Fahrer bzw. Konstrukteur, der bis zum Saisonende am meisten Punkte in der Weltmeisterschaft ansammelt. Bei der Punkteverteilung werden die Platzierungen im Gesamtergebnis des jeweiligen Rennens berücksichtigt. Die zehn erstplatzierten Fahrer jedes Rennens erhalten Punkte nach folgendem Schema:
| Punkteverteilung | Punkteverteilung | Punkteverteilung | Punkteverteilung | Punkteverteilung | Punkteverteilung | Punkteverteilung | Punkteverteilung | Punkteverteilung | Punkteverteilung | Punkteverteilung |
| ---------------- | ---------------- | ---------------- | ---------------- | ---------------- | ---------------- | ---------------- | ---------------- | ---------------- | ---------------- | ---------------- |
| Platz            | 1                | 2                | 3                | 4                | 5                | 6                | 7                | 8                | 9                | 10               |
| Punkte           | 25               | 18               | 15               | 12               | 10               | 8                | 6                | 4                | 2                | 1                |

Bei den Sprintrennen erhalten die acht bestplatzierten Fahrer Punkte nach folgendem Schema:
| Punkteverteilung Sprintrennen | Punkteverteilung Sprintrennen | Punkteverteilung Sprintrennen | Punkteverteilung Sprintrennen | Punkteverteilung Sprintrennen | Punkteverteilung Sprintrennen | Punkteverteilung Sprintrennen | Punkteverteilung Sprintrennen | Punkteverteilung Sprintrennen |
| ----------------------------- | ----------------------------- | ----------------------------- | ----------------------------- | ----------------------------- | ----------------------------- | ----------------------------- | ----------------------------- | ----------------------------- |
| Platz                         | 1                             | 2                             | 3                             | 4                             | 5                             | 6                             | 7                             | 8                             |
| Punkte                        | 8                             | 7                             | 6                             | 5                             | 4                             | 3                             | 2                             | 1                             |

### Fahrerwertung
| Pos. | Fahrer        | Konstrukteur                 |     |     |     |     |     |     |     |     |     |     |     |      |     |     |     |    |     |  |  |  |  |  |  |  |  |  |  |  |  |  | Punkte |
| Pos. | Fahrer        | Konstrukteur                 | SPR | HAU | SPR | HAU | SPR | HAU | SPR | HAU | SPR | HAU | SPR | HAU  |     |     |     |    |     |  |  |  |  |  |  |  |  |  |  |  |  |  | Punkte |
| 1    | O. Piastri    | McLaren-Mercedes             | 9   | 2   | 1   | 3   | 1   | 1   | 2   | 1   | 3   | 3   | 1   | 4    | 2   | 2   | 2   | 1  | 2   |  |  |  |  |  |  |  |  |  |  |  |  |  | 284    |
| 2    | L. Norris     | McLaren-Mercedes             | 1   | 8   | 2   | 2   | 3   | 4   | 1   | 2   | 2   | 1   | 2   | *18* | 1   | 1   | 3   | 2  | 1   |  |  |  |  |  |  |  |  |  |  |  |  |  | 275    |
| 3    | M. Verstappen | Red Bull Racing-Honda RBPT   | 2   | 3   | 4   | 1   | 6   | 2   | 17  | 4   | 1   | 4   | 10  | 2    | DNF | 5   | 1   | 4  | 9   |  |  |  |  |  |  |  |  |  |  |  |  |  | 187    |
| 4    | G. Russell    | Mercedes                     | 3   | 4   | 3   | 5   | 2   | 5   | 4   | 3   | 7   | 11  | 4   | 1    | 5   | 10  | 12  | 5  | 3   |  |  |  |  |  |  |  |  |  |  |  |  |  | 172    |
| 5    | C. Leclerc    | Ferrari                      | 8   | 5   | DSQ | 4   | 4   | 3   | DNF | 7   | 6   | 2   | 3   | 5    | 3   | 14  | 4   | 3  | 4   |  |  |  |  |  |  |  |  |  |  |  |  |  | 151    |
| 6    | L. Hamilton   | Ferrari                      | 10  | 1   | DSQ | 7   | 5   | 7   | 3   | 8   | 4   | 5   | 6   | 6    | 4   | 4   | 15  | 7  | 12  |  |  |  |  |  |  |  |  |  |  |  |  |  | 109    |
| 7    | K. Antonelli  | Mercedes                     | 4   | 7   | 6   | 6   | 11  | 6   | 7   | 6   | DNF | 18  | DNF | 3    | DNF | DNF | 17  | 16 | 10  |  |  |  |  |  |  |  |  |  |  |  |  |  | 64     |
| 8    | A. Albon      | Williams-Mercedes            | 5   | 11  | 7   | 9   | 12  | 9   | 11  | 5   | 5   | 9   | DNF | DNF  | DNF | 8   | 16  | 6  | 15  |  |  |  |  |  |  |  |  |  |  |  |  |  | 54     |
| 9    | N. Hülkenberg | Kick Sauber-Ferrari          | 7   | 19  | 15  | 16  | DSQ | 15  | 9   | 14  | 12  | 16  | 5   | 8    | 9   | 3   | 18  | 12 | 13  |  |  |  |  |  |  |  |  |  |  |  |  |  | 37     |
| 10   | E. Ocon       | Haas-Ferrari                 | 13  | 16  | 5   | 18  | 8   | 14  | 12  | 12  | DNF | 7   | 16  | 9    | 10  | 13  | 5   | 15 | 16  |  |  |  |  |  |  |  |  |  |  |  |  |  | 27     |
| 11   | F. Alonso     | Aston Martin Aramco-Mercedes | DNF | 10  | DNF | 11  | 15  | 11  | DNF | 15  | 11  | DNF | 9   | 7    | 7   | 9   | 14  | 17 | 5   |  |  |  |  |  |  |  |  |  |  |  |  |  | 26     |
| 12   | L. Stroll     | Aston Martin Aramco-Mercedes | 6   | 9   | 9   | 20  | 17  | 16  | 5   | 16  | 15  | 15  | WD  | 17   | 14  | 7   | 13  | 14 | 7   |  |  |  |  |  |  |  |  |  |  |  |  |  | 26     |
| 13   | I. Hadjar     | Racing Bulls-Honda RBPT      | DNS | 13  | 11  | 8   | 13  | 10  | 10  | 11  | 9   | 6   | 7   | 16   | 12  | DNF | 8   | 20 | 11  |  |  |  |  |  |  |  |  |  |  |  |  |  | 22     |
| 14   | P. Gasly      | Alpine-Renault               | 11  | 12  | DSQ | 13  | 7   | DNF | 8   | 13  | 13  | DNF | 8   | 15   | 13  | 6   | DNF | 10 | 19  |  |  |  |  |  |  |  |  |  |  |  |  |  | 20     |
| 15   | L. Lawson     | Red Bull Racing-Honda RBPT   | DNF | 14  | 12  |     |     |     |     |     |     |     |     |      |     |     |     |    |     |  |  |  |  |  |  |  |  |  |  |  |  |  | 20     |
| 15   | L. Lawson     | Racing Bulls-Honda RBPT      |     |     |     | 17  | 16  | 12  | 13  | DNF | 14  | 8   | 11  | DNF  | 6   | DNF | 10  | 8  | 8   |  |  |  |  |  |  |  |  |  |  |  |  |  | 20     |
| 16   | C. Sainz      | Williams-Mercedes            | DNF | 17  | 10  | 14  | DNF | 8   | DNF | 9   | 8   | 10  | 14  | 10   | DNS | 12  | 6   | 18 | 14  |  |  |  |  |  |  |  |  |  |  |  |  |  | 16     |
| 17   | G. Bortoleto  | Kick Sauber-Ferrari          | DNF | 18  | 14  | 19  | 18  | 18  | 15  | DNF | 18  | 14  | 12  | 14   | 8   | DNF | 9   | 9  | 6   |  |  |  |  |  |  |  |  |  |  |  |  |  | 14     |
| 18   | Y. Tsunoda    | Racing Bulls-Honda RBPT      | 12  | 6   | 16  |     |     |     |     |     |     |     |     |      |     |     |     |    |     |  |  |  |  |  |  |  |  |  |  |  |  |  | 10     |
| 18   | Y. Tsunoda    | Red Bull Racing-Honda RBPT   |     |     |     | 12  | 9   | DNF | 6   | 10  | 10  | 17  | 13  | 12   | 16  | 15  | 11  | 13 | 17  |  |  |  |  |  |  |  |  |  |  |  |  |  | 10     |
| 19   | O. Bearman    | Haas-Ferrari                 | 14  | 15  | 8   | 10  | 10  | 13  | 14  | DNF | 17  | 12  | 17  | 11   | 11  | 11  | 7   | 11 | DNF |  |  |  |  |  |  |  |  |  |  |  |  |  | 8      |
| 20   | F. Colapinto  | Alpine-Renault               |     |     |     |     |     |     |     |     | 16  | 13  | 15  | 13   | 15  | DNS | 19  | 19 | 18  |  |  |  |  |  |  |  |  |  |  |  |  |  | 0      |
| 21   | J. Doohan     | Alpine-Renault               | DNF | 20  | 13  | 15  | 14  | 17  | 16  | DNF |     |     |     |      |     |     |     |    |     |  |  |  |  |  |  |  |  |  |  |  |  |  | 0      |

| Legende  | Legende            | Legende                                                          |
| Farbe    | Abkürzung          | Bedeutung                                                        |
| -------- | ------------------ | ---------------------------------------------------------------- |
| Gold     | –                  | Sieg                                                             |
| Silber   | –                  | 2. Platz                                                         |
| Bronze   | –                  | 3. Platz                                                         |
| Grün     | –                  | Platzierung in den Punkten                                       |
| Blau     | –                  | Klassifiziert außerhalb der Punkteränge                          |
| Violett  | DNF                | Rennen nicht beendet (did not finish)                            |
| Violett  | NC                 | nicht klassifiziert (not classified)                             |
| Rot      | DNQ                | nicht qualifiziert (did not qualify)                             |
| Rot      | DNPQ               | in Vorqualifikation gescheitert (did not pre-qualify)            |
| Schwarz  | DSQ                | disqualifiziert (disqualified)                                   |
| Weiß     | DNS                | nicht am Start (did not start)                                   |
| Weiß     | WD                 | zurückgezogen (withdrawn)                                        |
| Hellblau | PO                 | nur am Training teilgenommen (practiced only)                    |
| Hellblau | TD                 | Freitags-Testfahrer (test driver)                                |
| ohne     | DNP                | nicht am Training teilgenommen (did not practice)                |
| ohne     | INJ                | verletzt oder krank (injured)                                    |
| ohne     | EX                 | ausgeschlossen (excluded)                                        |
| ohne     | DNA                | nicht erschienen (did not arrive)                                |
| ohne     | C                  | Rennen abgesagt (cancelled)                                      |
| ohne     | keine WM-Teilnahme |                                                                  |
| sonstige | P/fett             | Pole-Position                                                    |
| sonstige | 1/2/3/4/5/6/7/8    | Punktplatzierung im Sprint-/Qualifikationsrennen                 |
| sonstige | SR/kursiv          | Schnellste Rennrunde                                             |
| sonstige | *                  | nicht im Ziel, aufgrund der zurückgelegten Distanz aber gewertet |
| sonstige | ()                 | Streichresultate                                                 |
| sonstige | unterstrichen      | Führender in der Gesamtwertung                                   |

### Konstrukteurswertung
| Pos. | Konstrukteur                 | Nr.   |     |       |    |     |     |      |     |     |     |      |     |     |      |     |  |  |  |  |  |  |  |  |  |  | Punkte |
| 1    | McLaren-Mercedes             | 81    | 9   | 212   | 3  | 1   | 1   | 212  | 3   | 3   | 1   | 4    | 2   | 2   | 212  | 2   |  |  |  |  |  |  |  |  |  |  | 559    |
| 1    | McLaren-Mercedes             | 04    | 1   | 828   | 2  | 3   | 4   | 121  | 2   | 1   | 2   | *18* | 1   | 1   | 323  | 1   |  |  |  |  |  |  |  |  |  |  | 559    |
| 2    | Ferrari                      | 16    | 8   | 5DSQ5 | 4  | 4   | 3   | 7    | 6   | 2   | 3   | 5    | 3   | 14  | 434  | 4   |  |  |  |  |  |  |  |  |  |  | 260    |
| 2    | Ferrari                      | 44    | 10  | 1DSQ1 | 7  | 5   | 7   | 383  | 4   | 5   | 6   | 6    | 4   | 4   | 7    | 12  |  |  |  |  |  |  |  |  |  |  | 260    |
| 3    | Mercedes                     | 63    | 3   | 434   | 5  | 2   | 5   | 434  | 7   | 11  | 4   | 1    | 5   | 10  | 5    | 3   |  |  |  |  |  |  |  |  |  |  | 236    |
| 3    | Mercedes                     | 12    | 4   | 767   | 6  | 11  | 6   | 767  | DNF | 18  | DNF | 3    | DNF | DNF | 16   | 10  |  |  |  |  |  |  |  |  |  |  | 236    |
| 4    | Red Bull Racing-Honda RBPT   | 01    | 2   | 343   | 1  | 6   | 2   | 4    | 1   | 4   | 10  | 2    | DNF | 5   | 141  | 9   |  |  |  |  |  |  |  |  |  |  | 194    |
| 4    | Red Bull Racing-Honda RBPT   | 30/22 | DNF | 12    | 12 | 9   | DNF | 6106 | 10  | 17  | 13  | 12   | 16  | 15  | 13   | 17  |  |  |  |  |  |  |  |  |  |  | 194    |
| 5    | Williams-Mercedes            | 23    | 5   | 7     | 9  | 12  | 9   | 5    | 5   | 9   | DNF | DNF  | DNF | 8   | 6    | 15  |  |  |  |  |  |  |  |  |  |  | 70     |
| 5    | Williams-Mercedes            | 55    | DNF | 10    | 14 | DNF | 8   | 9    | 8   | 10  | 14  | 10   | DNS | 12  | 6186 | 14  |  |  |  |  |  |  |  |  |  |  | 70     |
| 6    | Aston Martin Aramco-Mercedes | 18    | 6   | 9     | 20 | 17  | 16  | 5165 | 15  | 15  | WD  | 17   | 14  | 7   | 14   | 7   |  |  |  |  |  |  |  |  |  |  | 52     |
| 6    | Aston Martin Aramco-Mercedes | 14    | DNF | DNF   | 11 | 15  | 11  | 15   | 11  | DNF | 9   | 7    | 7   | 9   | 17   | 5   |  |  |  |  |  |  |  |  |  |  | 52     |
| 7    | Kick Sauber-Ferrari          | 27    | 7   | 15    | 16 | DSQ | 15  | 14   | 12  | 16  | 5   | 8    | 9   | 3   | 12   | 13  |  |  |  |  |  |  |  |  |  |  | 51     |
| 7    | Kick Sauber-Ferrari          | 05    | DNF | 14    | 19 | 18  | 18  | DNF  | 18  | 14  | 12  | 14   | 8   | DNF | 9    | 6   |  |  |  |  |  |  |  |  |  |  | 51     |
| 8    | Racing Bulls-Honda RBPT      | 06    | DNS | 11    | 8  | 13  | 10  | 11   | 9   | 6   | 7   | 16   | 12  | DNF | 8208 | 11  |  |  |  |  |  |  |  |  |  |  | 45     |
| 8    | Racing Bulls-Honda RBPT      | 22/30 | 12  | 6166  | 17 | 16  | 12  | DNF  | 14  | 8   | 11  | DNF  | 6   | DNF | 8    | 8   |  |  |  |  |  |  |  |  |  |  | 45     |
| 9    | Haas-Ferrari                 | 31    | 13  | 5     | 18 | 8   | 14  | 12   | DNF | 7   | 16  | 9    | 10  | 13  | 5155 | 16  |  |  |  |  |  |  |  |  |  |  | 35     |
| 9    | Haas-Ferrari                 | 87    | 14  | 8     | 10 | 10  | 13  | DNF  | 17  | 12  | 17  | 11   | 11  | 11  | 7117 | DNF |  |  |  |  |  |  |  |  |  |  | 35     |
| 10   | Alpine-Renault               | 10    | 11  | DSQ   | 13 | 7   | DNF | 8138 | 13  | DNF | 8   | 15   | 13  | 6   | 10   | 19  |  |  |  |  |  |  |  |  |  |  | 20     |
| 10   | Alpine-Renault               | 07/43 | DNF | 13    | 15 | 14  | 17  | DNF  | 16  | 13  | 15  | 13   | 15  | DNS | 19   | 18  |  |  |  |  |  |  |  |  |  |  | 20     |

| Legende  | Legende            | Legende                                                          |
| Farbe    | Abkürzung          | Bedeutung                                                        |
| -------- | ------------------ | ---------------------------------------------------------------- |
| Gold     | –                  | Sieg                                                             |
| Silber   | –                  | 2. Platz                                                         |
| Bronze   | –                  | 3. Platz                                                         |
| Grün     | –                  | Platzierung in den Punkten                                       |
| Blau     | –                  | Klassifiziert außerhalb der Punkteränge                          |
| Violett  | DNF                | Rennen nicht beendet (did not finish)                            |
| Violett  | NC                 | nicht klassifiziert (not classified)                             |
| Rot      | DNQ                | nicht qualifiziert (did not qualify)                             |
| Rot      | DNPQ               | in Vorqualifikation gescheitert (did not pre-qualify)            |
| Schwarz  | DSQ                | disqualifiziert (disqualified)                                   |
| Weiß     | DNS                | nicht am Start (did not start)                                   |
| Weiß     | WD                 | zurückgezogen (withdrawn)                                        |
| Hellblau | PO                 | nur am Training teilgenommen (practiced only)                    |
| Hellblau | TD                 | Freitags-Testfahrer (test driver)                                |
| ohne     | DNP                | nicht am Training teilgenommen (did not practice)                |
| ohne     | INJ                | verletzt oder krank (injured)                                    |
| ohne     | EX                 | ausgeschlossen (excluded)                                        |
| ohne     | DNA                | nicht erschienen (did not arrive)                                |
| ohne     | C                  | Rennen abgesagt (cancelled)                                      |
| ohne     | keine WM-Teilnahme |                                                                  |
| sonstige | P/fett             | Pole-Position                                                    |
| sonstige | 1/2/3/4/5/6/7/8    | Punktplatzierung im Sprint-/Qualifikationsrennen                 |
| sonstige | SR/kursiv          | Schnellste Rennrunde                                             |
| sonstige | *                  | nicht im Ziel, aufgrund der zurückgelegten Distanz aber gewertet |
| sonstige | ()                 | Streichresultate                                                 |
| sonstige | unterstrichen      | Führender in der Gesamtwertung                                   |